# Пенькине
Пе́нькине — село в Україні, у Новомиргородській міській громаді Новоукраїнського району Кіровоградської області. Населення становить 76 осіб (станом на 2022 рік).

## Історія
В XIX столітті село Пенькине належало декабристам Олександру та Йосипу Поджіо.

## Населення
Згідно з переписом УРСР 1989 року чисельність наявного населення села становила 113 осіб, з яких 49 чоловіків та 64 жінки.
За переписом населення України 2001 року в селі мешкало 112 осіб.

### Мова
Розподіл населення за рідною мовою за даними перепису 2001 року:
| Мова       | Відсоток |
| ---------- | -------- |
| українська | 96,43 %  |
| молдовська | 2,68 %   |
| російська  | 0,89 %   |

## Вулиці
У Пенькиному налічується три вулиці:
- Лесі Українки вул.
- Лісова вул.
- Садова вул.

## Постаті
- Французан Ігор Леонтійович (1976—2018) — молодший сержант Збройних сил України, учасник російсько-української війни.